# ويل هانلي
ويل هانلي (بالإنجليزية: Will Hanley)‏ مواليد 12 مارس 1990 في ستامفورد، هو لاعب كرة سلة أمريكي. بدأ مسيرته الاحترافية في سنة 2012. يلعب مع كانارياس لكرة السلة في الدوري الإسباني لكرة السلة. يحمل الرقم 11.

## المسيرة الاحترافية
لعب مع نادي أوفييدو لكرة السلة في موسم 2012–2013، ثم لعب مع فالنسيا باسكت في الدوري الإسباني في سنة 2013، ثم لعب مع سان سباستيان غيبوثكوا بي سي من سنة 2013 إلى 2015، ثم لعب مع كانارياس لكرة السلة في الدوري الإسباني في سنة 2015.

## روابط خارجية
- ويل هانلي على موقع دوري كرة السلة الياباني للمحترفين (اليابانية)
- ويل هانلي على موقع الدوري الإسباني لكرة السلة (الإسبانية)
- ويل هانلي على موقع كرة السلة الأوروبية.كوم (الإنجليزية)
- ويل هانلي على موقع ريلجم (الإنجليزية)
- ويل هانلي على موقع بروبوليرز (الإنجليزية)
- ويل هانلي على موقع سبورتس رفرنس (الإنجليزية)